# Gran Premio motociclistico d'Austria 1991
Il Gran Premio motociclistico d'Austria 1991 è stata la settima prova del motomondiale del 1991.
Nella classe 500, Mick Doohan, dopo aver dominato le prove di qualificazione, si conferma vincendo anche la gara domenicale. Podio completato dal secondo Wayne Rainey e da Kevin Schwantz.
Sono solo venti i piloti iscritti a questa prova nella classe 500, di questi solo tredici riescono ad ottenere un tempo utile per poter partecipare al GP, con ben sette piloti che non riescono a qualificarsi. Per assurdo, tutti coloro che si erano schierati nella griglia di partenza sapevano già prima dell'avvio della gara che bastava portarla a termine per ottenere dei punti iridati. Sempre per quel che concerne gli iscritti a questa classe, Marco Papa prende il posto dell'infortunato Alexander Barros alla Cagiva, mentre Jean-Philippe Ruggia, anch'egli infortunato, non viene sostituito dal suo team.
Nella classe 250 si ripropone lo stesso podio del precedente GP corso in Germania, con Helmut Bradl vincitore, seguito da Carlos Cardús e da Wilco Zeelenberg.
Nella classe 125, vittoria per Fausto Gresini con al secondo posto Ralf Waldmann, che dopo aver vinto il suo primo Gran Premio in carriera nel motomondiale nel precedente GP, si conferma nelle posizioni di vertice anche in questa occasione. Terzo posto per Noboru Ueda, il giapponese era al rientro proprio in questa gara, dopo aver saltato il GP di Germania a seguito della frattura del polso riportata in un incidente al GP d'Italia. In questa classe da segnalare il cambio di moto per Jorge Martínez, che poco soddisfatto dei risultati ottenuti nelle prime gare della stagione con la JJ Cobas decide di passare ad una Honda.
Nella classe sidecar vittoria per Steve Webster e Gavin Simmons. La gara dei sidecar viene interrotta da un incidente occorso all'equipaggio composto dai fratelli Alfred e Martin Zurbrügg. Questo incidente ha generato una nuova partenza dove però non si schiera, oltre ai fratelli Zurbrügg, anche l'equipaggio del campione del mondo in carica Alain Michel.

## Classe 500

### Arrivati al traguardo
| Pos. | Nº | Pilota             | Squadra                | Motocicletta     | Giri | Tempo     | Griglia | Punti |
| ---- | -- | ------------------ | ---------------------- | ---------------- | ---- | --------- | ------- | ----- |
| 1º   | 3  | Mick Doohan        | Rothmans Honda         | Honda NSR 500    | 29   | 38'03.841 | 1º      | 20    |
| 2º   | 1  | Wayne Rainey       | Marlboro Team Roberts  | Yamaha YZR 500   | 29   | +0.185    | 3º      | 17    |
| 3º   | 34 | Kevin Schwantz     | Lucky Strike Suzuki    | Suzuki RGV Γ 500 | 29   | +15.625   | 2º      | 15    |
| 4º   | 5  | Wayne Gardner      | Rothmans Honda         | Honda NSR 500    | 29   | +15.827   | 4º      | 13    |
| 5º   | 7  | Eddie Lawson       | Cagiva                 | Cagiva C591      | 29   | +38.688   | 6º      | 11    |
| 6º   | 6  | Juan Garriga       | Ducados Yamaha         | Yamaha YZR 500   | 29   | +59.489   | 8º      | 10    |
| 7º   | 21 | Doug Chandler      | Roberts Yamaha Castrol | Yamaha YZR 500   | 29   | +1'13.608 | 9º      | 9     |
| 8º   | 27 | Didier de Radiguès | Lucky Strike Suzuki    | Suzuki RGV Γ 500 | 28   | +1 giro   | 7º      | 8     |
| 9º   | 19 | John Kocinski      | Marlboro Team Roberts  | Yamaha YZR 500   | 28   | +1 giro   | 5º      | 7     |
| 10º  | 17 | Eddie Laycock      | Millar Racing          | Yamaha YZR 500   | 28   | +1 giro   | 11º     | 6     |
| 11º  | 32 | Michael Rudroff    | R.S. RallyeSport       | Honda RS 500     | 27   | +2 giri   | 13º     | 5     |
| 12º  | 11 | Marco Papa         | Cagiva                 | Cagiva C591      | 27   | +2 giri   | 12º     | 4     |

### Ritirato
| Nº | Pilota          | Squadra                | Motocicletta   | Giri | Griglia |
| -- | --------------- | ---------------------- | -------------- | ---- | ------- |
| 20 | Adrien Morillas | Yamaha Sonauto Mobil 1 | Yamaha YZR 500 | 4    | 10º     |

### Non qualificati
| Nº | Pilota           | Squadra           | Motocicletta         |
| -- | ---------------- | ----------------- | -------------------- |
| 16 | Cees Doorakkers  | HEK-Bauwmachines  | Honda RS 500         |
| 39 | Josef Doppler    | Doppler Racing    | Yamaha YZR 500       |
| 36 | Hans Becker      | Romero Racing     | Hummel-Yamaha TZ 358 |
| 24 | Helmut Schütz    | R.S. Rallye Sport | Honda RS 500         |
| 23 | Andreas Leuthe   | Librenti Corse    | Suzuki RG 500        |
| 13 | Niggi Schmassman | Technotron        | Honda RS 500         |
| 30 | Martin Trösch    | MT Racing         | Honda RS 500         |

## Classe 250

### Arrivati al traguardo
| Pos. | Nº | Pilota                    | Squadra                        | Motocicletta | Giri | Tempo     | Griglia | Punti |
| ---- | -- | ------------------------- | ------------------------------ | ------------ | ---- | --------- | ------- | ----- |
| 1º   | 4  | Helmut Bradl              | HB Honda Racing Team Germany   | Honda        | 24   | 33'23.857 | 1º      | 20    |
| 2º   | 2  | Carlos Cardús             | Repsol Honda - Cardús          | Honda        | 24   | +7.818    | 3º      | 17    |
| 3º   | 5  | Wilco Zeelenberg          | Sharp Sanson - Bieffe          | Honda        | 24   | +8.157    | 5º      | 15    |
| 4º   | 9  | Pierfrancesco Chili       | Iberna Aprilia - Valesi Racing | Aprilia      | 24   | +9.054    | 2º      | 13    |
| 5º   | 3  | Luca Cadalora             | Rothmans-Kanemoto Honda        | Honda        | 24   | +18.878   | 7º      | 11    |
| 6º   | 7  | Masahiro Shimizu          | Ajinomoto Honda - HRC          | Honda        | 24   | +32.197   | 9º      | 10    |
| 7º   | 8  | Jochen Schmid             | Schuh-Zwafink Racing           | Honda        | 24   | +36.707   | 10º     | 9     |
| 8º   | 13 | Loris Reggiani            | Aprilia Unlimited Jeans        | Aprilia      | 24   | +48.198   | 6º      | 8     |
| 9º   | 11 | Àlex Crivillé             | Marlboro - JJ Cobas            | JJ Cobas     | 24   | +1'03.281 | 8º      | 7     |
| 10º  | 33 | Stefan Prein              | HB Honda Racing Team Germany   | Honda        | 24   | +1'03.387 | 14º     | 6     |
| 11º  | 17 | Paolo Casoli              | Team Agostini - API            | Yamaha       | 24   | +1'08.090 | 11º     | 5     |
| 12º  | 30 | Harald Eckl               | JF Aprilia Kuhnert             | Aprilia      | 24   | +1'20.874 |         | 4     |
| 13º  | 6  | Martin Wimmer             | Lucky Strike Suzuki            | Suzuki       | 24   | +1'21.043 | 12º     | 3     |
| 14º  | 65 | Erkka Korpiaho            | AMS Mauri Racing               | Aprilia      | 24   | +1'21.234 |         | 2     |
| 15º  |    | Corrado Catalano          | Rothmans Honda Italy           | Honda        | 24   | +1'22.801 |         | 1     |
| 16º  | 43 | Fausto Ricci              |                                | Yamaha       | 24   | +1'23.529 |         |       |
| 17º  | 49 | Eskil Suter               |                                | Aprilia      | 24   | +1'40.552 |         |       |
| 18º  | 44 | Jaime Mariano             |                                | Aprilia      | 23   | +1 giro   | 19º     |       |
| 19º  | 22 | Stefano Pennese           |                                | Aprilia      | 23   | +1 giro   |         |       |
| 20º  | 41 | Bernd Kassner             |                                | Yamaha       | 23   | +1 giro   |         |       |
| 21º  | 40 | Katsuyoshi Kozono         |                                | Honda        | 23   | +1 giro   |         |       |
| 22º  | 32 | Bernard Haenggeli         |                                | Aprilia      | 23   | +1 giro   |         |       |
| 23º  | 34 | Patrick van den Goorbergh |                                | Yamaha       | 23   | +1 giro   |         |       |
| 24º  | 27 | Renato Colleoni           |                                | Aprilia      | 23   | +1 giro   |         |       |
| 25º  | 45 | Renzo Colleoni            |                                | Aprilia      | 23   | +1 giro   |         |       |
| 26º  | 48 | Ian Newton                |                                | Yamaha       | 23   | +1 giro   |         |       |
| 27º  | 36 | Jean Foray                |                                | Yamaha       | 23   | +1 giro   |         |       |
| 28º  | 25 | William Doran Jr          |                                | Yamaha       | 23   | +1 giro   |         |       |

### Ritirati
| Nº | Pilota              | Motocicletta | Giri | Griglia |
| -- | ------------------- | ------------ | ---- | ------- |
| 47 | Urs Jücker          | Yamaha       | 23   |         |
| 18 | Andreas Preining    | Aprilia      | 18   | 4º      |
| 51 | Jean Pierre Jeandat | Honda        | 10   |         |
| 14 | Peter Lindén        | Honda        | 8    |         |
| 20 | Doriano Romboni     | Honda        | 5    | 13º     |
| 69 | Frédéric Protat     | Aprilia      | 4    |         |
| 19 | Marcellino Lucchi   | Aprilia      | 2    | 15º     |

### Non partiti
| Nº | Pilota         | Motocicletta |
| -- | -------------- | ------------ |
| 15 | Carlos Lavado  | Yamaha       |
| 42 | Kevin Mitchell | Yamaha       |

## Classe 125

### Arrivati al traguardo
| Pos. | Nº | Pilota                    | Squadra                     | Motocicletta | Giri | Tempo     | Griglia | Punti |
| ---- | -- | ------------------------- | --------------------------- | ------------ | ---- | --------- | ------- | ----- |
| 1º   | 7  | Fausto Gresini            | AGV - Pileri Corse          | Honda        | 22   | 33'47.096 | 5º      | 20    |
| 2º   | 28 | Ralf Waldmann             | Schuh-Zwafink Honda Racing  | Honda        | 22   | +0.048    | 1º      | 17    |
| 3º   | 56 | Noboru Ueda               | Hero Sports TS              | Honda        | 22   | +0.452    | 6º      | 15    |
| 4º   | 4  | Dirk Raudies              | Schuh HB Honda Racing       | Honda        | 22   | +1.427    | 7º      | 13    |
| 5º   | 2  | Hans Spaan                | Sharp Samson Racing         | Honda        | 22   | +1.580    | 9º      | 11    |
| 6º   | 1  | Loris Capirossi           | AGV - Pileri Corse          | Honda        | 22   | +3.609    | 2º      | 10    |
| 7º   | 5  | Jorge Martínez            | Metraux-Coronas             | Honda        | 22   | +3.800    | 18º     | 9     |
| 8º   | 11 | Adi Stadler               | RS RallyeSport GmbH         | JJ Cobas     | 22   | +3.834    | 8º      | 8     |
| 9º   | 10 | Heinz Lüthi               | ELF Compétition             | Honda        | 22   | +4.287    | 4º      | 7     |
| 10º  | 22 | Peter Öttl                | AGV Racing Team Deutschland | Bakker-Rotax | 22   | +7.017    | 11º     | 6     |
| 11º  | 9  | Alessandro Gramigni       | Team Italia                 | Aprilia      | 22   | +29.176   | 10º     | 5     |
| 12º  | 51 | Nobuyuki Wakai            | Moto Bum Racing             | Honda        | 22   | +29.231   |         | 4     |
| 13º  | 47 | Oliver Petrucciani        | Marlboro Aprilia Mohag      | Aprilia      | 22   | +29.288   |         | 3     |
| 14º  | 15 | Maurizio Vitali           | Gazzaniga Corse             | Gazzaniga    | 22   | +29.538   |         | 2     |
| 15º  | 41 | Alain Bronec              | Ville de Thiers             | Honda        | 22   | +29.620   |         | 1     |
| 16º  | 14 | Julián Miralles Caballero |                             | JJ Cobas     | 22   | +30.405   | 31º     |       |
| 17º  | 27 | Gimmi Bosio               |                             | Honda        | 22   | +30.532   |         |       |
| 18º  | 42 | Herri Torrontegui         |                             | JJ Cobas     | 22   | +30.597   | 16º     |       |
| 19º  | 20 | Hisashi Unemoto           |                             | Honda        | 22   | +30.747   |         |       |
| 20º  |    | Luis Alvaro               |                             | Derbi        | 22   | +30.797   | 21º     |       |
| 21º  | 12 | Gabriele Debbia           |                             | Aprilia      | 22   | +30.993   | 3º      |       |
| 22º  | 6  | Ezio Gianola              |                             | Derbi        | 22   | +51.228   | 13º     |       |
| 23º  | 29 | Peter Galvin              |                             | Honda        | 22   | +53.468   |         |       |
| 24º  | 62 | Ian McConnachie           |                             | Honda        | 22   | +53.568   |         |       |
| 25º  | 40 | Johnny Wickström          |                             | Honda        | 22   | +53.896   |         |       |
| 26º  | 19 | Alfred Waibel             |                             | Honda        | 22   | +54.289   | 15º     |       |
| 27º  | 17 | Steve Patrickson          |                             | Honda        | 22   | +54.489   |         |       |
| 28º  |    | Jos van Dongen            |                             | Honda        | 22   | +56.592   |         |       |
| 29º  | 67 | Wolfgang Fritz            |                             | Honda        | 22   | +1'33.788 |         |       |
| 30º  |    | Kin'ya Wada               |                             | Honda        | 21   | +1 giro   |         |       |
| 31º  | 34 | Emilio Cuppini            |                             | Gazzaniga    | 21   | +1 giro   |         |       |

### Ritirati
| Nº | Pilota         | Motocicletta | Giri | Griglia |
| -- | -------------- | ------------ | ---- | ------- |
| 45 | Thierry Feuz   | Honda        | 21   |         |
| 3  | Bruno Casanova | Honda        | 14   | 12º     |
| 61 | Serafino Foti  | Honda        | 12   |         |
| 46 | Arie Molenaar  | Honda        | 10   |         |
| 35 | Kazuto Sakata  | Honda        | 9    | 14º     |

### Non qualificati
| Nº | Pilota                   | Motocicletta |
| -- | ------------------------ | ------------ |
| 63 | Stefan Kurfiss           | Honda        |
| 43 | Manuel Nicolas Hernández | Honda        |
| 18 | Robin Appleyard          | Honda        |
| 64 | Hans Koopman             | Honda        |
| 49 | Janez Pintar             | Honda        |
|    | Stefan Brägger           | Honda        |
| 44 | Alan Patterson           | Honda        |
|    | René Dünki               | Honda        |
| 68 | Hubert Abold             | Honda        |
|    | Taru Rinne               | Honda        |
| 65 | Jean-Claude Selini       | Honda        |

## Classe sidecar

### Arrivati al traguardo
| Pos. | Nº | Pilota               | Passeggero          | Costruttore   | Giri | Tempo     | Griglia | Punti |
| ---- | -- | -------------------- | ------------------- | ------------- | ---- | --------- | ------- | ----- |
| 1º   | 3  | Steve Webster        | Gavin Simmons       | LCR - Krauser | 22   | 31'43.039 | 1º      | 20    |
| 2º   | 4  | Rolf Biland          | Kurt Waltisperg     | LCR - Honda   | 22   | +15.773   | 3º      | 17    |
| 3º   | 9  | Masato Kumano        | Eckart Rösinger     | LCR - Yamaha  | 22   | +16.174   |         | 15    |
| 4º   | 19 | Klaus Klaffenböck    | Christian Parzer    | LCR - Yamaha  | 22   | +16.511   | 9º      | 13    |
| 5º   | 5  | Paul Güdel           | Charly Güdel        | LCR - Krauser | 22   | +16.735   | 5º      | 11    |
| 6º   | 6  | Steve Abbott         | Shaun Smith         | LCR - Krauser | 22   | +17.141   |         | 10    |
| 7º   | 12 | Ralph Bohnhorst      | Bruno Hiller        | LCR - Krauser | 22   | +18.107   | 11º     | 9     |
| 8º   | 2  | Egbert Streuer       | Pete Essaf          | LCR - Krauser | 22   | +30.693   | 10º     | 8     |
| 9º   | 32 | Derek Brindley       | Nick Roche          | LCR - Krauser | 22   | +50.156   |         | 7     |
| 10º  | 14 | Theo van Kempen      | Jan Kuyt            | LCR - Krauser | 22   | +51.465   | 13º     | 6     |
| 11º  | 16 | René Progin          | Gary Irlam          | LCR - Krauser | 22   | +51.594   | 12º     | 5     |
| 12º  | 22 | Werner Kraus         | Thomas Schröder     | Busch - ADM   | 22   | +53.107   |         | 4     |
| 13º  | 21 | Markus Bösiger       | Peter Markwalder    | LCR - Krauser | 22   | +57.867   |         | 3     |
| 14º  | 26 | Gary Thomas          | Michel van Puyvelde | LCR - Krauser | 22   | +59.430   |         | 2     |
| 15º  | 17 | Darren Dixon         | Sean Dixon          | LCR - Krauser | 22   | +1'27.816 | 15º     | 1     |
| 16º  | 8  | Markus Egloff        | Urs Egloff          | SMS - Krauser | 22   | +1'30.638 | 4º      |       |
| 17º  | 18 | Jos van Stekelenburg | Rinie Bettgens      | LCR           | 21   | +1 giro   |         |       |

### Ritirati
| Nº | Pilota             | Passeggero      | Costruttore   | Giri | Griglia |
| -- | ------------------ | --------------- | ------------- | ---- | ------- |
| 20 | Barry Smith        | David Smith     | Windle - ADM  | 10   |         |
| 7  | Yoshisada Kumagaya | Brian Houghton  | LCR - Krauser | 8    | 7º      |
| 27 | Tony Wyssen        | Killian Wyssen  | LCR - Krauser | 7    | 6º      |
| 25 | Tony Baker         | Simon Prior     | LCR - Krauser | 4    |         |
| 1  | Alain Michel       | Simon Birchall  | LCR - Krauser | 0    | 2º      |
| 10 | Alfred Zurbrügg    | Martin Zurbrügg | LCR - Yamaha  | 0    | 14º     |

### Non partito
| Nº | Pilota         | Passeggero       | Costruttore   | Griglia |
| -- | -------------- | ---------------- | ------------- | ------- |
| 15 | Barry Brindley | Trevor Hopkinson | LCR - Krauser | 8º      |

### Non qualificati
| Nº | Pilota        | Passeggero     | Costruttore  |
| -- | ------------- | -------------- | ------------ |
| 29 | Hans Hügli    | Adolf Hänni    | LCR - Yamaha |
| 33 | Peter Lemstra | Guy Scott      | LCR          |
| 30 | Billy Gällros | Peter Berglund | LCR          |
| 23 | Reiner Koster | Jürg Egli      | Yamaha       |

## Fonti e bibliografia
1. 1 2 3   Giancarlo Di Filippo, Cadalora tradito dal suo team, su archiviolastampa.it, 10 giugno 1991,  p. 12.
2. 1 2 3   Carlo Braccini, Gresini in trionfo Capirossi <<in panne>> (PDF), su archiviostorico.unita.it, 10 giugno 1991,  p. 26 (archiviato dall'url originale il 4 marzo 2016).

- El Mundo Deportivo del 9 giugno 1991, pag. 40, su hemeroteca.mundodeportivo.com.
- Per i risultati della classe sidecar:  Mike Scott, Motocourse 1991-1992, Hazleton Publishing, ISBN 0905138880.